# Otton ze Schweinfurtu
Otto ze Schweinfurtu (ur. około 1000, zm. 28 września 1057) – książę Szwabii od 1048.

## Wywód genealogiczny
| 4. Bertold ze Schweinfurtu zm. 980 |  |                                   |  |  |                         |
|                                    |  | 2. Henryk ze Schweinfurtuzm. 1017 |  |  |                         |
| 5. Ejla von Walbeck zm. 1013       |  |                                   |  |  |                         |
|                                    |  |                                   |  |  | 1. Otto ze Schweinfurtu |
| 6. nieznany przodek                |  |                                   |  |  |                         |
|                                    |  | 3. Gerberga                       |  |  |                         |
| 7. nieznany przodek                |  |                                   |  |  |                         |
|                                    |  |                                   |  |  |                         |

## Biogram
W 1048 roku został księciem Szwabii.

## Małżeństwa i potomstwo
Około 18 maja 1036 roku zaręczył się z Matyldą, córką Bolesława Chrobrego z czwartego małżeństwa. Zaręczyny zostały dość szybko zerwane. Przyczyną było najprawdopodobniej wygnanie królowej Rychezy. Według części badaczy chodziło tu nie o zaręczyny, lecz o małżeństwo.
Krótko potem Otto poślubił Irmingardę, hrabiankę z Turynu.
Z małżeństwa z Irmingardą miał pięć córek. Były to:
- Judyta, zm. 1104.
- Berta, żona Fryderyka von Kastl.
- Beatrycze, żona Henryka von Hildburgshausen.
- Ejlika.
- Gizela, żona Bertolda III von Andechs.